# Eurociudad Valença-Tuy
La Eurociudad Valença-Tui (en gallego: Eurocidade Valenza-Tui; y en portugués: Eurocidade Valença-Tui) es la denominación que se da a la región urbana transfronteriza situada entre España y Portugal, formada por los municipios de Tuy y Valença do Minho, ambos a orillas del río Miño.
Fue constituida el 10 de febrero de 2012 en la Aduana de Valença por el presidente de la Cámara Municipal de Valença y el alcalde del Ayuntamiento de Tuy. Su población es de aproximadamente 35 000 habitantes.